# 39-й танковый корпус (вермахт)
39-й моторизованный корпус (нем. XXXIX. Armeekorps (mot)), с июля 1942 года 39-й танковый корпус (нем. XXXIX. Panzerkorps) — оперативно-тактическое объединение сухопутных войск нацистской Германии в период Второй мировой войны.

## История
Корпус, возглавляемый Германом Готом, был сформирован как 39-й моторизованный корпус в 9-м корпусном округе в 1940 году для вторжения во Францию. Корпус наступал в составе группы армий «A».
С 22 июня 1941 года — участие в германо-советской войне, в составе группы армий «Центр».
К нападению на СССР в состав корпуса входили 7-я и 20-я танковые, 14-я и 20-я моторизованные дивизии. Корпус входил в состав 3-й танковой группы Гота. К началу операции «Барбаросса» располагался в Сувалкском выступе.
Согласно плану, наступление шло вдоль дороги Сувалки — Калвария — Алитус — Вильнюс. В районе Алитуса произошло сражение с советской 5-й танковой дивизией, в результате которого были захвачены важные мосты через Неман. Рано утром 24 июня был занят Вильнюс. После этого корпус повернул на юго-восток в направлении Молодечно — Минск — Борисов. 26 июня была перерезана автострада к северо-востоку от Минска. Город Минск был занят 28 июня.
Наступая на Витебск, в начале июля 1941 года 39-й моторизованный корпус столкнулся с двумя советскими мехкорпусами (Лепельский контрудар 6-9 июля), но сумел отразить удар, а три его дивизии форсировали р. Западная Двина в полосе 186-й стрелковой дивизии и захватили Витебск и Городок (9 июля). 11 июля 39-й мотокорпус продолжил наступление на восток, занял Велиж, Демидов и Духовщину и 15 июля вышел на Московское шоссе западнее Ярцево, замкнув северную клешню Смоленского «котла». Всю вторую половину июля 39-й корпус вёл тяжёлые бои в районе Духовщины.
16 июля вермахт захватил Смоленск и посчитал возможным высвободить свой пробивной кулак — подвижные войска: танковые и моторизованные части. Наступать на Москву предстояло продолжить силами одних пехотных дивизий.
В августе 39-й моторизованный корпус был передан группе армий «Север» для атаки на Ленинград. 9 ноября 1941 года 51-й моторизованный полк 18-й моторизованной дивизии занял Тихвин.
9 июля 1942 года корпус переименован в танковый. В октябре 1942 года в корпуса входили 78-я и 102-я пехотные дивизии, 1-я и 5-я танковые дивизии. В конце года корпус участвовал в тяжёлых боях под Ржевом в составе 9-й армии группы армий «Центр».
В начале 1943 года корпус был отведён в тыл, вернулся на фронт осенью для противодействия операции «Суворов».
В июне 1944 года, к началу операции «Багратион», в состав корпуса входили 12-я, 31-я, 110-я, 337-я пехотные дивизии и танковая дивизия «Фельдхернхалле», что делало его сильнейшим соединением 4-й армии и одним из лучших в группе армий «Центр». Однако с самого начала операции корпус начал нести большие потери, 28 июня погиб командир корпуса Роберт Мартинек, а на следующий день — принявший командование Отто Шюнеман. Попав в окружение, бо́льшая часть корпуса не смогла перебраться через Березину и была разгромлена 2-м Белорусским фронтом. В плен попали четверо из пяти командиров дивизий корпуса.
Остатки корпуса были объединены с 5-й танковой дивизией. Вместе с армией корпус продолжал отступать через Беларусь, Польшу и Литву, попав в итоге в Курляндский котёл. В течение отступления к корпусу были присоединены 4-я, 12-я танковые дивизии и дивизия «Великая Германия». Позже корпус был отведён в Восточную Пруссию и там реорганизован.
Зимой 1945 года корпус участвовал в операции «Вахта на Рейне», затем вновь был переброшен на восток, в Померанию, где вошёл в состав группы армий «Висла». В операции «Солнцестояние» 15-18 февраля 1945 года корпус неудачно противостоял 1-му Белорусскому фронту, а 2-5 марта участвовал в окружении группировки 1 Украинского фронта под Лаубаном и последующей безуспешной попытке снять осаду с Бреслау. 27 марта оставшиеся части были брошены в самоубийственную контратаку на Кюстрин, где были полностью уничтожены.
Затем корпус был в очередной раз восстановлен, и завершил войну в составе 12-й армии. В это время в его состав входили: моторизованная дивизия «Клаузевиц», пехотная дивизия «Шлагетер» и штаб 84-й пехотной дивизии.

## Состав
На 15 декабря 1944 года:
- Командующий: генерал-лейтенант K. Decker
  - 167-я народная пехотная дивизия: генерал-лейтенант H.K.Höcker
    - 1/,2/331-й народный пехотный полк
    - 1/,2/339-й народный пехотный полк
    - 1/,2/387-й народный пехотный полк
    - 1/,2/,3/,4/167-й артиллерийский полк
    - 167-й противотанковый дивизион (12 Hetzer Pzjg 38t)
    - 167-й стрелковый батальон
    - 167-й сапёрный батальон
    - 167-й батальон связи

  - 326-я народная пехотная дивизия: полковник Kaschner
    - 1/,2/751-й пехотный полк
    - 1/,2/752-й пехотный полк
    - 1/,2/753-й пехотный полк
    - 326-я дивизионная стрелковая рота
    - 1/,2/,3/,4/,326-й артиллерийский полк
    - 1326-я батарея штурмовых орудий (12 Jpz 38t)
    - 326-й сапёрный батальон
    - 326-й батальон связи
    - Подразделения обеспечения дивизии[2]

## Командующие
- генерал-лейтенант (с 1 июня 1940 года — генерал танковых войск) Рудольф Шмидт (1 февраля 1940 — 11 ноября 1941 года)
- генерал-лейтенант (с 17 декабря 1941 года — генерал танковых войск) Ганс-Юрген фон Арним (11 ноября 1941 — 30 ноября 1942 года)
- генерал-лейтенант (с 1 января 1943 года — генерал артиллерии) Роберт Мартинек (1 декабря 1942 — 13 ноября 1943 года)
- генерал-лейтенант Карл Пюхлер (13 ноября 1943 — 18 апреля 1944 года)
- генерал артиллерии Роберт Мартинек (18 апреля — 28 июня 1944 года)
- генерал-лейтенант Отто Шюнеман (28 — 29 июня 1944 года)
- генерал-лейтенант (с 1 августа 1944 — генерал танковых войск) Дитрих фон Заукен (29 июня — 15 октября 1944 года)
- генерал-лейтенант (с 1 января 1945 — генерал танковых войск) Карл Декер (15 октября 1944 — 21 апреля 1945 года)
- генерал-лейтенант Карл Арндт (21 апреля — 8 мая 1945 года)